# Mimoopsis insularis
Mimoopsis insularis är en skalbaggsart som först beskrevs av Stefan von Breuning 1939.  Mimoopsis insularis ingår i släktet Mimoopsis och familjen långhorningar.
Artens utbredningsområde är Tonga. Inga underarter finns listade i Catalogue of Life.